# بوب تيلمان
بوب تيلمان (بالإنجليزية: Bob Tillman) هو لاعب كرة قاعدة أمريكي، ولد في 24 مارس 1937 في ناشفيل في الولايات المتحدة، وتوفي في 23 يونيو 2000 في غالاتين في الولايات المتحدة.

## وصلات خارجية
- بوب تيلمان على موقع دوري كرة القاعدة الرئيسي (الإنجليزية)
- بوب تيلمان على موقعبيزبول رفرنس.كوم (الدوري الرئيسي) (الإنجليزية)
- بوب تيلمان على موقعبيزبول رفرنس.كوم (الدوري الثانوي) (الإنجليزية)
- بوب تيلمان على موقع جمعية أبحاث البيسبول الأمريكية (الإنجليزية)